# 藪入り
藪入り（やぶいり）、薮入りとは、かつて商家などに住み込み奉公していた丁稚や女中など奉公人が実家へと帰ることのできた休日。旧暦1月16日と旧暦7月16日がその日に当たっていた。7月のものは「後（のち）の藪入り」とも言う。

## 由来
藪入りの習慣が都市の商家を中心に広まったのは江戸時代である。本来は奉公人ではなく、嫁取り婚において嫁が実家へと帰る日だったとされるが、都市化の進展に伴い商家の習慣へと転じた
。関西地方や鹿児島地方ではオヤゲンゾ（親見参）などと呼ぶところもある
。六のつく日に行われることから、関西では六入りとの呼び名もある。
藪入りの日がこの二日となったのは、旧暦1月15日（小正月）と旧暦7月15日（盆）がそれぞれ重要な祭日であり、嫁入り先・奉公先での行事を済ませた上で実家でも行事に参加できるようにという意図だったとされる。そのうちに、地獄で閻魔大王が亡者を責めさいなむことをやめる賽日であるとされるようになり、各地の閻魔堂や十王堂で開帳が行われ、縁日がたつようになった。

## 変遷
藪入りの日には、主人は奉公人たちにお仕着せの着物や履物、小遣い、さらに手土産を与えて実家へと送り出した。実家では両親と親子水入らずで休日を楽しんだ。また、遠方から出てきたり成人しており実家へ帰ることができない者も多く、その場合は芝居見物や買い物などで休日を楽しんだ。
藪入りは正月と盆の付随行事であったため、明治維新が起き、太陰暦から太陽暦への改暦が行われると、藪入りも正月と盆に連動してそのまま新暦へと移行した。文明開化後も商家の労働には大きな変化はなく、さらに産業化の進展に伴い労働者の数が増大したため、藪入りはさらに大きな行事となった。藪入りの日は浅草などの繁華街は奉公人たちでにぎわい、なかでも活動写真（映画）などはこれによって大きく発展した。
第二次世界大戦後、労働基準法の強化などにより労働スタイルが変化し、日曜日を休日とする週休2日制が定着すると藪入りは廃れ、正月休み・盆休みに統合されるようになり、正月や盆の帰省として名残を残している。

## 語源と影響
藪入りの語源には諸説あり、はっきりしない。藪の深い田舎に帰るからという説、「宿入り」（実家へ帰る）からの転訛などの説がある。なお、同様に大奥の女性たちが実家に帰ることは「宿下がり」と呼ばれる。
藪入りは奉公人たちにとっては年に2度だけの貴重な休日であり、重大なイベントであったため、これにちなんだ小説や俳句、落語（「藪入り、旧題お釜さま」など）なども多く残っている。